# Köder
Ein Köder ist eine vermeintliche Beute, die eingesetzt wird, um ein Tier anzulocken. In der Regel ist ein Köder etwas Fressbares oder täuscht es zumindest vor (Kunstköder). Je nach Aufgabe wird er im Zusammenhang mit einer Fangeinrichtung verwendet oder im Lebensraum des Tieres ausgelegt. Köder werden auch genutzt, um Tiere zur Beobachtung anzulocken.

## Angeln
Häufig wird der Begriff im Zusammenhang mit dem Fischfang bzw. dem Angeln verwendet, wo der Köder den Fisch an den Haken locken soll. Der englische Begriff bait ist in der Karpfenangelei auch im Deutschen gebräuchlich.
Als Geruchsköder werden beim Fischfang gelegentlich (zermahlene) Krebse oder Muscheln benutzt.
Auf den Fisch betäubend wirkende Köder wurden als Tollköder bezeichnet. Rezepte für solche Tollköder, wie sie etwa im 1493 erstmals herausgebrachten Fischbüchlein von Jakob Köbel genannt werden, gehen zum Teil auf sehr alte Traditionen zurück. Zutat zu Tollködern waren etwa das Alpenveilchen (so bei Oppian in dessen seit 1478 in lateinischer Sprache gedruckt vorliegenden Fischfanggedicht Halieutika) und die Gemeine Ochsenzunge (belegt etwa um 1020 im am Tegernsee entstandenen lateinischen Versepos Ruodlieb) sowie die Früchte der Scheinmyrte.

## Schädlingsbekämpfung

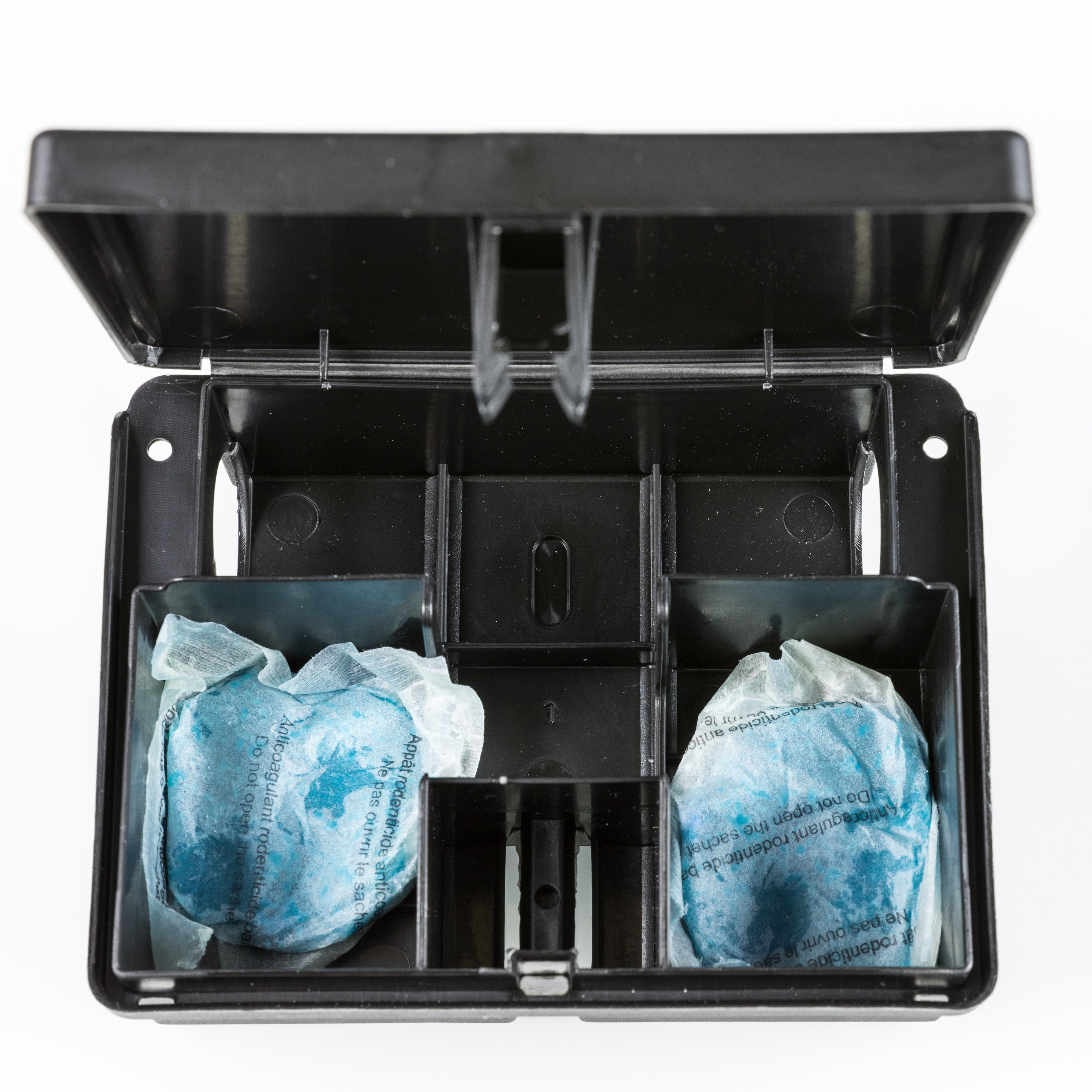
Köderbox mit Gift für Mäuse

Ein Giftköder ist ein gezielt zur Vernichtung von Schädlingen ausgelegter vergifteter Köder. Abhängig vom Gift und von der Giftmenge treten Vergiftungserscheinungen sofort oder wenige Stunden nach der Giftaufnahme auf. Es gibt auch Gifte, wie die als Rattengift verwendeten Cumarine oder Thallium, bei denen zwischen Aufnahmezeitpunkt und Auftreten der ersten Symptome einige Tage liegen können. Sie werden eingesetzt, da Ratten Köder in der Nähe verendeter Artgenossen nicht mehr annehmen würden (Köderscheu).
Giftköder können bei unsachgemäßer Handhabung auch andere Tiere als die der Zielart gefährden, wenn die Köder oder die daran verendeten Tiere gefressen werden. Die Köder werden daher oft in Formen angeboten, zu der möglichst nur die gewünschte Art Zugang findet, gegen Ratten und Mäuse etwa in Schachteln oder Koffern mit sehr kleinen Zugangsöffnungen (Köderboxen). Zudem werden sie mit Bitterstoffen wie Denatoniumbenzoat für den Menschen ungenießbar gemacht, um eine versehentliche Aufnahme zu verhindern. Die Verwendung von Giftködern ist in Deutschland gesetzlich geregelt.

## Jagd
Jagdlich Luder genannt, wird ein Köder zum Luderplatz mittels Geschleppe gezogen, um dort mit Falle oder beim Ansitz Raubwild zu erlegen.

## Medizinische Immunisierung
Ein Impfköder ist ein Stück Futter mit einem Impfstoff für eine Schluckimpfung. Impfköder werden zum Beispiel zur Bekämpfung der Tollwut eingesetzt.